# Solenopsis parva
Solenopsis parva é uma espécie de formiga do gênero Solenopsis, pertencente à subfamília Myrmicinae.